# Macerio chabon
Macerio chabon är en spindelart som beskrevs av Ramírez 1997. Macerio chabon ingår i släktet Macerio och familjen sporrspindlar. Inga underarter finns listade i Catalogue of Life.